# Mermoz - Pinel (metrostation)
Mermoz - Pinel is een metrostation aan lijn D van de metro van Lyon, op de grens van het 8e arrondissement van de Franse stad Lyon en de voorstad Bron. Het bestaat uit twee zijperrons langs de sporen. In de omgeving van het station bevindt zich het winkelcentrum Bron met de Galeries Lafayette.